# 吟游诗人 (歌手)
邁克爾·大衛·羅森伯格（英語：Michael David Rosenberg；1984年5月17日—），以他的藝名吟遊詩人（英語：Passenger）而為人所知。他是一名來自英國的創作型歌手、詞曲作家，歌曲風格偏向民謠搖滾。在2009年，Passenger樂隊解散的時候，作為主唱的羅森伯格決定繼續將個人的音樂作品冠以此樂隊的名字。讓他大獲成功的歌《Let Her Go》在許多國家的音樂榜單上登頂。他擁有獨特的聲線，曾被YouTube上的網友形容成“像一個四十歲的情緒搖滾歌手”。Passenger在一次接受滾石音樂雜誌的採訪時說，他認為這是對他的称赞，“如果你瀏覽流行音樂歷史，你會去看像尼爾楊、大衛·鮑伊這樣的人，他們都有相當獨特以至於有些奇怪的嗓音。”

## 個人生活
羅森伯格在東蘇塞克斯的布萊頓霍夫城出生。他的母親是一位英國人，而他的猶太父親傑拉爾德·羅森伯格則從美國新澤西州的瓦恩蘭來。羅森伯格自小便學習古典吉他，并于14-15歲時開始創作歌曲。他在布萊頓讀書時並不十分勤奮刻苦，而是選擇把更多的精力放在了音樂上。十六歲時，他離開學校，開始了自己的音樂生涯。在接下去的幾年裡，他在英格蘭以及澳洲輾轉，成為了一名街頭歌者。他現在依然居住在布萊頓。

## 音樂生涯

### 2003至2009年：Passenger樂隊
羅森伯格首次上臺表演時僅十六歲。2003年，他與安德魯菲利普斯在他的家鄉布萊頓霍夫創建了"吟遊詩人樂隊"。2007年，這個五人樂隊于Chalkmark上發佈出道專輯（也是唯一一張專輯）壞蛋的休憩。此專輯的大部份歌曲都由羅森伯格創作，除了菲利普斯寫的《四匹馬(Four Horses)》。2009年，這個樂隊解散了。

### 2009至2010年： 關於個人活動以及"睜大眼睛盲目地愛"(Wide Eyes Blind Love)
在吟遊詩人樂隊樂隊解散后，羅森伯格保留了“吟遊詩人”這個藝名，并踏上了街頭歌唱的道路。2009年十月，他擔任了盧瓦爾等多人的演唱會的暖場嘉賓。在這之後，他在珀斯參加了一個叫One Movement的大型行業聚焦型的音樂節，這讓他在澳大利亞獲得了巨大的支持。他在澳大利亞開的500人座的演唱會票全數售罄。他的單飛出道專輯"睜大眼睛盲目地愛"于2009年發佈。

### 2010至2011年："烏鴉的飛行之路"(Flight of the Crow)
他在澳大利亞錄製完成自己的第二張專輯"烏鴉的飛行之路"，并加入了當地的一個音樂工作室。這個工作室里有許多優秀的澳大利亞獨立歌手，包括盧瓦爾，凱特·米勒-凱德基，男孩與熊，喬希·派克和凱蒂· 努南。在這一時期里，他還出了一張叫潛水者與潛水艇的僅對粉絲限量發行的專輯。

### 2011至2013年："心中的小燈火"(All The Little Lights)
羅森伯格的第二張專輯于悉尼的Linear Recording錄製，在這張專輯里他再次與許多重要的澳大利亞藝人們合作，包括了來自男孩與熊樂隊的鼓手提姆哈特，爵士貝斯手卡梅倫昂迪，以及來自Katie Noonan & The Captains的鍵盤手斯圖漢特。在2012年的夏秋之際，羅森伯格在英國巡迴演出，于裘斯‧荷蘭 (Jools Holland)以及艾德·希蘭（紅髮艾德）的演唱會中擔任暖場嘉賓。事實上，他與艾德·希蘭在十五歲時就在劍橋認識並成為很要好的朋友。他擔任了約翰·巴特勒演唱會的嘉賓，并與喬希·派克共同舉辦了英國巡迴演唱會。在艾德·希蘭的北美巡迴演唱會以及巴黎演唱會中，他再次擔任開場嘉賓。2012年夏，所有的小小心燈在北美的Nettwerk唱片公司發行。在2013年的上半年，在艾德·希蘭的五場滿席的愛爾蘭、澳大利亞和新西蘭的演唱會中，他擔任了其中四場的開場嘉賓。除此之外，在艾德的雷丁演唱會和布萊頓演唱會中，他也有去撐場。在11月14日BBC ONE在Hammersmith Apollo舉辦的Children in Need搖滾演唱會上，他演唱了心中的小燈火。

### 2014至2015年："耳語和耳語Ⅱ"(Whispers & Whispers II)
2014年3月26日，罗森博格公佈了自己第五張專輯的詳細信息。他將在2014年6月9日發佈耳語。在數碼間諜的訪問中，他透露：“這可能是我所有專輯裡面最‘高端’的一張，它帶有一些電影感，裡面包含了很多宏大的情節和想法。它還包含了一些陰沉的關於孤獨與死亡的片段，但是要知道沒有這些元素這張唱片就不會是吟游诗人的啦。”2014年4月14日，他發佈了這張專輯中的首隻單曲Heart's On Fire。

### 2016年："年少如晨，蒼老如海"(young as the Morning, Old as the Sea)
2016年6月16日，罗森博格通过自己的 YouTube 频道发布了将在同年九月发售的第六张专辑"Young as the Morning, Old as the Sea"中的"Somebody's Love"。另外一首"Anywhere"同年8月19日发布。2016年9月23日，"Young as the Morning, Old as the Sea" 发售。

### 2017年："狼來了"(The Boy Who Cried Wolf)
2017年7月28日，罗森博格發佈了他的第7張專輯"The Boy Who Cried Wolf"。

### 2018年："走下去"(Runaway)
在2018年5月18日，他發佈了他的第8張專輯"Runaway"中的"Hell Or High Water"。數天後，他宣佈將會舉行歐洲巡迴演唱會。2018年8月31日，他正式發佈了他的第8張專輯"Runaway"。

## 獲獎以及提名
- 2013獨立音樂獎: "Let Her Go" - 最佳民謠/唱作歌曲
- Galgalatz（英语：Galgalatz）以色列年度歌曲榜單 - "Let Her Go" - 2013年最佳歌曲
- 2014全英音樂獎: "Let Her Go" - 全英年度歌曲提名獎

## 巡迴演唱會
- 2012-13年 "心中的小燈火"巡迴演唱會
- 2014年 "耳語"巡迴演唱會
- 2015-16年 "耳語Ⅱ"北美洲及澳洲巡迴演唱會
- 2018年 年少如晨,蒼老如海巡迴演唱會
- 2018年 Runaway世界巡迴演唱會

## 專輯
工作室專輯：
- Wicked Man's Rest (2018)
- 睜大眼睛盲目地愛（2009）
- 潛水者與潛水艇（2010）
- 烏鴉的飛行 （2010）
- 心中的燈火（2012）
- 耳語（2014）
- 耳語 II (2015)
- 年少如晨，蒼老如海 (2016)
- 狼來了 (2017)
- 走下去 (2018)
- Sometimes It's Something, Sometimes It's Nothing at All (2019)

## 外部連結
- 官方網站（页面存档备份，存于）
- YouTube個人首頁（页面存档备份，存于）
- Facebook個人首頁（页面存档备份，存于）
- Instagram 個人首頁（页面存档备份，存于）